# Охматівська битва (1644)
Битва під Охматовим сталася 30 січня 1644 р. Великий коронний гетьман Станіслав Конєцпольський та князь Ярема Вишневецький розбили в ній переважаючі сили татар Тугай-бея. Рештки втікачів розбив комісар Війська Запорозького Миколай Зацвіліховський біля річки Синюхи.
Татари втратили під Охматовим близько 4 тис. людей.
Битва — один із нечисленних прикладів, коли татар вдалося розбити до того, як орда розпустить чамбули по країні, плюндруючи все навколо та беручи ясир.

## Вступ
Коли до гетьмана Станіслава Конєцпольського дійшла звістки про похід, що готувалася ханом Мехмедом IV Ґіреєм на Річ Посполиту, він розмістив свої наявні війська (близько 19 000 кварцяного війська, військо козаків і приватних загонів, 24 гармати) у такий спосіб, щоб забезпечити всі можливі шляхи походу татарської орди. Війська були розміщені двома ешелонами. 
У першому ешелоні опинилися корогви легкої кінноти, які патрулювали кордон держави. Корогви Станіслава Кречовського пильнували простір від Запоріжжя до річки Інгулець, корогви Забуського стерегли терени за порогами), натомість корогви Олдаковського опікувалися районом біля річки Тилигул під Очаковом. 
Другий ешелон стояв на звичайних татарських шляхах, приблизно за 100 км за першим ешелоном, поділений на три дивізії. Перша дивізія, якою командував сам гетьман Станіслав Конєцпольський, стала в Барі і Вінниці. Друга дивізія під командою коронного стражника Яна Одживольського стала в Бузівці, натомість третя під проводом князя Яреми Вишневецького стояла на Задніпрянщині. 
Коли Станіслав Конєцпольський довідався, що Тугай-бей іде Кучманським Шляхом (або ближнім Чорним Шляхом), дав наказ до концентрації всіх військ коло розташування гетьманської дивізії. Дивізія Яреми Вишневецького стала в Корсуні (близько 80 км від дивізії Яна Одживольського), натомість гетьманська дивізія зайняла позиції в Ставищах. Коли виявилося, що татарська орда прямує у напрямі Охматова, річпосполитське командування вирішило сконцентрувати свої сили там.
Після з'єднання з дивізією Яна Одживольського гетьман зайняв зручну оборонну позицію, що давала можливість успішного опору навіть в оточенні. Війська було вишикувано в чотири ешелони. У першому став авангард Яна Одживольського, у другому більшість кінноти у двох лініях, у третьому табори з піхотою, а в четвертому корогви козацькі і драгунські. Усе шикування (окрім авангарду Одживольського) мало форму чотирикутника. Тугай-бей, який мав із собою близько 20 000 татар, розбив кіш на південний схід від Охматова, захищений з боків ставами та річкою Гірський Тікич.

## Битва
Оскільки Станіслав Конєцпольський не відважувався атакувати татар до підходу дивізії Яреми Вишневецького, битву розпочали татари. Для охорони дамби поміж ставами Тугай-бей переправив через річку Гірський Тікич 6 000 кінноти; її відкинув авангард Яна Одживольського. Після цього гетьман здобув дамбу. В цей час підійшов Ярема Вишневецький, зайняв позиції на лівому крилі. Прагнучи відрізати татарам шлях відступу, Ярема Вишневецький кинув на них своє військо в атаку по льоду. Татари побачили, що ворожа кіннота змішалася на вузькій дамбі, і вирішили використати цей момент для виходу з бою. Татарський відступ повинен був прикривати ар'єргард силою в 4 000 ординців. Але він був проте швидко розбитий атакою гусарів. Усі річпосполитські сили кинулися в гонитву за втікаючим ворогом. У Кищенцях важка кіннота зупинилася, і подальшу гонитву вела вже тільки легка кіннота силою 5 000 шабель (переважно українських козаків), яких очолив комісар Війська Запорозького Миколай Зацвіліховський. Козаки наздогнали  військо Тугай-бея під час переправи через річку Синюху і частково його розбили.